# Round O
Round O es un área no incorporada ubicada del condado de Colleton en el estado estadounidense de Carolina del Sur. Su elevación es de 36 pies (11 m s. n. m.), su código postal es 29474 y se encuentra en 32°56′14″N 80°32′27″O / 32.93722, -80.54083.
Cuenta con dos iglesias dentro de la comunidad, Canaan Baptist Church y el Monte Sinaí Bautista, también tiene una pequeña oficina de correos de EE. UU.